# Indiennektarvogel

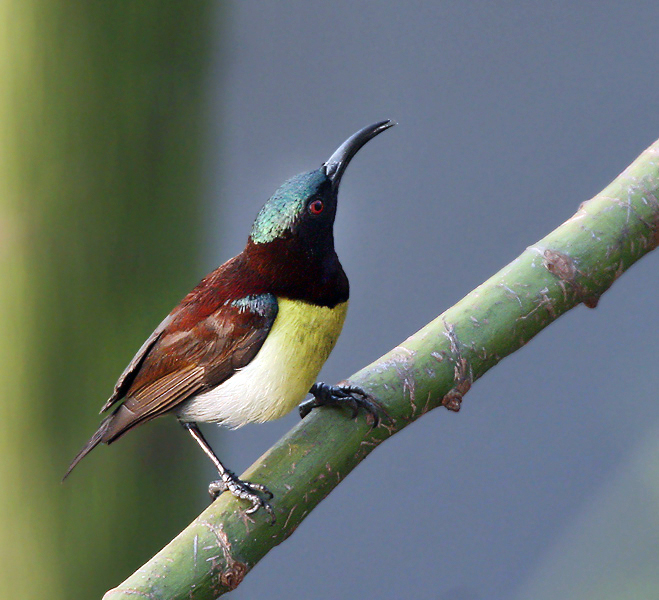
Indiennektarvogel, Männchen

Der Indiennektarvogel (Leptocoma zeylonica, Syn.: Nectarinia zeylonica) auch Ceylonnektarvogel ist ein kleiner Singvogel (Passeri) aus der Familie der Nektarvögel (Nectariniidae) und der Ordnung der Sperlingsvögel (Passeriformes).

## Merkmale
Die Art erreicht eine Länge von 10 cm und zeigt Sexualdimorphismus. Die Männchen haben einen glänzend grünen Oberkopf und ebensolche Schulterflecken. Der Rest des Kopfes und die Oberseite sind glänzend dunkel. Die Enden der äußeren Schwanzfedern sind leicht weiß gefärbt. Der Kopf der Weibchen ist blass grau gefärbt, der Rücken graubraun, der Braunton der Flügel ist heller und die Brust weniger kräftig gelb.

## Verbreitung und Gefährdung
Der Vogel lebt im tropischen Südasien, in Bangladesch, Indien, Myanmar und Sri Lanka. Die International Union for Conservation of Nature and Natural Resources (IUCN) stuft die Art auf Grund des großen Verbreitungsgebietes und der anscheinend stabilen Population als nicht gefährdet (Least Concern, LC) ein.

## Ernährung
Der Indiennektarvogel ernährt sich meist von Nektar, gelegentlich aber auch von Insekten, speziell bei der Fütterung der Jungen. Beim Fressen des Nektars von Blüten der Mangroven Bruguiera gymnorrhiza und B. sexangula verkleben die Kopffedern der Vögel, so dass sie viel Zeit für die Reinigung aufwenden müssen.

## Systematik
Es gibt zwei Unterarten:
- Leptocoma zeylonica flaviventris (Hermann, 1804) – Indien und Bangladesch.
- Leptocoma zeylonica zeylonica (Linnaeus, 1766) – Sri Lanka.